# 波蒂拉瓜
波蒂拉瓜是巴西巴伊亚州的一个市镇。总面积989.471平方公里，总人口17635人，人口密度17.8人/平方公里。